# L’enfant que j’étais
A L’enfant que j’étais (magyarul: A gyermek, aki voltam) egy dal, mely Svájcot képviselte az 1957-es Eurovíziós Dalfesztiválon. A dalt Lys Assia adta elő francia nyelven. Az énekesnő egy évvel korábban is részt vett, és akkor győzni tudott, megszerezve ezzel a házigazda Svájc első győzelmét.
A dal a február 11-én tartott svájci nemzeti döntőn nyerte el az indulás jogát.
A március 3-án rendezett döntőben a fellépési sorrendben tizedikként, utolsóként adták elő, a dán Birthe Wilke és Gustav Winckler Skibet skal sejle i nat című dala után. A szavazás során öt pontot szerzett, mely a nyolcadik helyet érte a tízfős mezőnyben.
A következő svájci induló is Assia volt, Giorgio című dalával az 1958-as Eurovíziós Dalfesztiválon.

## Kapott pontok
| Kapott pontok                                                                                 |  | 1 |  | 1 |  |  | 1 |  | 2 |  |
| A tábla a fellépés sorrendjében van rendezve. A szavazás menete fordított sorrendben történt. |  |   |  |   |  |  |   |  |   |  |